# Юнацька збірна Північної Македонії з футболу (U-19)
Юнацька збірна Північної Македонії з футболу (U-19) — національна футбольна збірна Північної Македонія гравців віком до 19 року, яка контролюється Футбольною федерацією Македонії.